# Control de flujo (fluido)

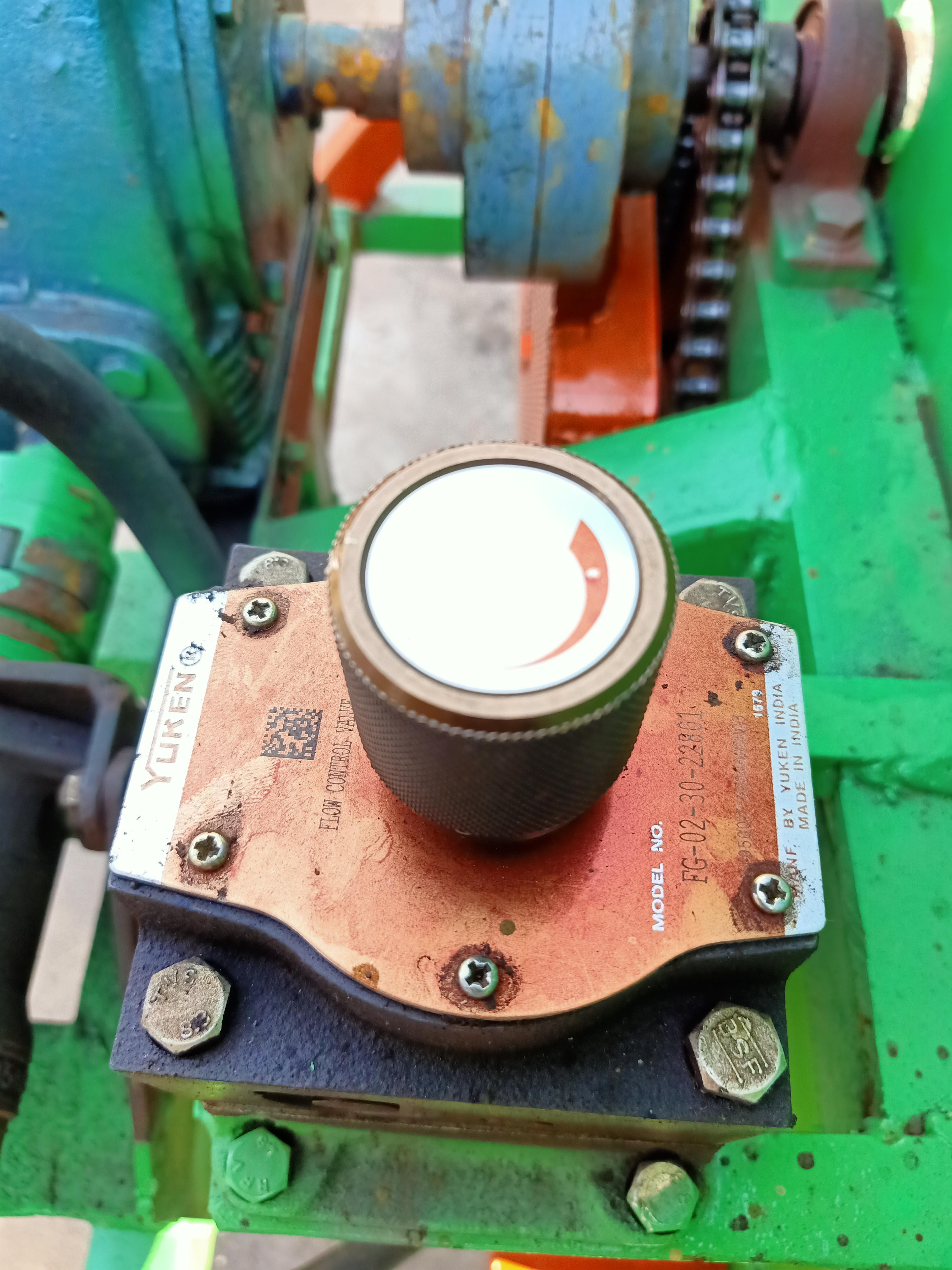
Hydraulic Flow controller

El control de flujo es un campo de la dinámica de fluidos. Implica un pequeño cambio en la configuración para obtener un beneficio de ingeniería idealmente grande, como la reducción del arrastre, el aumento de la sustentación, la mejora de la mezcla o la reducción del ruido. Este cambio puede lograrse mediante dispositivos pasivos o activos.

## Pasivo frente a activo
Por definición, los dispositivos pasivos no requieren energía. Las técnicas pasivas incluyen turbuladores o elementos de rugosidad de conformación geométrica, el uso de  generadores de vórtices, y la colocación de ranuras longitudinales o riblets en  superficies aerodinámicas. 
Control activo requiere actuadores que requieren energía y pueden funcionar de manera dependiente del tiempo. El control activo del flujo incluye la succión o soplado constante o inestable, el uso de chorros sintéticos, válvulas y actuadores de plasmas. La actuación puede estar predeterminada (control en bucle abierto) o depender de sensores de monitorización (control en bucle cerrado).

## Alas de avión
El rendimiento de las alas de los aviones influye considerablemente no sólo en la longitud de las pistas, la velocidad de aproximación, la velocidad de ascenso, la capacidad de carga y el alcance de las operaciones, sino también en el ruido y las emisiones. El rendimiento del ala puede verse degradado por la separación de flujo, que depende de las características aerodinámicas del perfil aerodinámico.  Las limitaciones aerodinámicas y no aerodinámicas a menudo entran en conflicto. El control del flujo es necesario para superar estas dificultades. Las técnicas desarrolladas para manipular la capa límite, ya sea para aumentar la sustentación o disminuir la resistencia, y el retardo de separación se engloban bajo el epígrafe general de control de flujo.
Aurora Flight Sciences es una DARPA CRANE (Control of Revolutionary Aircraft with Novel Effectors). Está probando un avión a pequeña escala que utiliza ráfagas de aire comprimido en lugar de piezas móviles externas como los alerones. El programa pretende eliminar el peso, la resistencia y la complejidad mecánica de las superficies de control móviles. Las ráfagas de aire modifican la presión y el flujo del aire, y cambian los límites entre las corrientes de aire que se mueven a distintas velocidades. La empresa construyó un prototipo a escala del 25% con 11 superficies de control convencionales, así como 14 bancos alimentados por ocho canales de aire.